# Sam Lammers
Sam Lammers (Tilburg, 30 aprile 1997) è un calciatore olandese, attaccante del Twente.

## Caratteristiche tecniche
È un centravanti dotato tecnicamente, abile sottoporta nelle conclusioni ravvicinate.

## Carriera

### Club

#### Gli inizi, PSV e prestito all'Heerenveen
Cresciuto nelle giovanili del PSV, fa il debutto in prima squadra il 15 ottobre 2016 nel corso del match pareggiato 1-1 contro l'Heracles Almelo. Conclusasi la prima stagione con 5 presenze e 2 reti, nella seconda Lammers colleziona solo 7 presenze in campionato con nessuna rete a referto.
Nell’estate 2018 il giocatore viene girato in prestito al club dell’Heerenveen. Debutta il 10 agosto 2018, alla 1ª giornata di Eredivisie, nel match vinto 3-2 sul campo del PEC Zwolle, mentre, il 9 settembre, realizza la prima rete nel match pareggiato 1-1 contro il VVV Venlo. Quindici giorni dopo realizza la sua prima doppietta in carriera, nel match perso 5-3 contro l’Heracles Almelo. Dopo aver realizzato due gol nel match vinto 5-0 contro il De Graafschap, Lammers realizza un’incredibile doppietta nella partita del 20 gennaio 2019 pareggiata 4-4 all’Amsterdam Arena. Terminato il prestito fa ritorno al PSV trovando di nuovo poco spazio.

#### Atalanta
Il 22 settembre 2020 firma per l'Atalanta per 9 milioni di euro più bonus; debutta con i bergamaschi quattro giorni più tardi, subentrando nel finale della sfida vinta 2-4 contro il Torino. Segna invece il suo primo gol con i bergamaschi alla terza presenza il 4 ottobre realizzando il gol del 5-2 nella vittoria interna contro il Cagliari. Va ancora a segno il 17 ottobre, nella sconfitta in trasferta per 4-1 contro il Napoli, subentrando nel secondo tempo: si tratta peraltro anche della sua ultima rete stagionale, in complessive 17 presenze (15 in campionato, una in Coppa Italia ed una in Champions League).

#### Prestiti all'Eintracht Francoforte, all'Empoli ed alla Sampdoria
Il 31 agosto 2021 viene ceduto in prestito all'Eintracht Francoforte, club della prima divisione tedesca, in cui segna alla sua prima apparizione in campionato. Nel corso della stagione, pur contribuendo alla vittoria dell'Europa League, non riesce comunque a giocare con continuità, segnando 2 reti in 22 presenze totali fra campionato e coppe.
Il 7 agosto 2022 viene ceduto in prestito all'Empoli; esordisce una settimana più tardi, giocando da titolare la partita in casa dello Spezia, persa per 1-0. Il 5 settembre segna la sua prima rete con i toscani, firmando il definitivo 2-2 in casa della Salernitana. Il 2 gennaio 2023 viene ceduto in prestito alla Sampdoria. Con i blucerchiati va a segno per la prima volta l'8 aprile, nella partita interna persa contro la Cremonese per 2-3. In seguito alla retrocessione in Serie B della Samp, l'attaccante rientra a Bergamo.

#### Rangers e prestito all'Utrecht e Twente
Il 15 giugno 2023 viene ceduto a titolo definitivo, per circa 4 milioni di euro, ai Rangers, squadra della Scottish Premiership, con cui firma un contratto quadriennale.
Dopo appena sei mesi, il 10 gennaio 2024 passa in prestito all'Utrecht, in Eredivisie, fino al termine della stagione.
Con l'Utrecht realizza 11 reti in 20 partite di campionato giocate, ed a fine stagione viene ceduto a titolo definitivo al Twente, altro club della prima divisione olandese.

### Nazionale
Partecipa con la nazionale Under-19 olandese al Campionato europeo 2016 di categoria, mettendo a segno tre reti in undici presenze. In seguito ha giocato anche nelle nazionali giovanili olandesi Under-20 ed Under-21.

## Statistiche

### Presenze e reti nei club
Statistiche aggiornate al 4 maggio 2025.
| Stagione        | Squadra               | Campionato      | Campionato | Campionato | Coppe nazionali | Coppe nazionali | Coppe nazionali | Coppe continentali | Coppe continentali | Coppe continentali | Altre coppe | Altre coppe | Altre coppe | Totale | Totale |
| Stagione        | Squadra               | Comp            | Pres       | Reti       | Comp            | Pres            | Reti            | Comp               | Pres               | Reti               | Comp        | Pres        | Reti        | Pres   | Reti   |
| --------------- | --------------------- | --------------- | ---------- | ---------- | --------------- | --------------- | --------------- | ------------------ | ------------------ | ------------------ | ----------- | ----------- | ----------- | ------ | ------ |
| 2015-2016       | Jong PSV              | EE              | 16         | 2          | -               | -               | -               | -                  | -                  | -                  | -           | -           | -           | 16     | 2      |
| 2016-2017       | Jong PSV              | EE              | 31         | 17         | -               | -               | -               | -                  | -                  | -                  | -           | -           | -           | 31     | 17     |
| 2017-2018       | Jong PSV              | EE              | 16         | 11         | -               | -               | -               | -                  | -                  | -                  | -           | -           | -           | 16     | 11     |
| Totale Jong PSV | Totale Jong PSV       | Totale Jong PSV | 63         | 30         |                 | -               | -               |                    | -                  | -                  |             | -           | -           | 63     | 30     |
| 2016-2017       | PSV                   | ED              | 5          | 2          | CO              | 2               | 0               | UCL                | 0                  | 0                  | -           | -           | -           | 7      | 2      |
| 2017-2018       | PSV                   | ED              | 7          | 0          | CO              | 3               | 1               | UEL                | 1                  | 0                  | -           | -           | -           | 11     | 1      |
| 2018-2019       | Heerenveen            | ED              | 31         | 16         | CO              | 4               | 3               | -                  | -                  | -                  | -           | -           | -           | 35     | 19     |
| 2019-2020       | PSV                   | ED              | 7          | 2          | CO              | 1               | 0               | UCL+UEL            | 1+0                | 1                  | SO          | 1           | 0           | 10     | 3      |
| set. 2020       | PSV                   | ED              | 1          | 0          | CO              | 0               | 0               | UEL                | 0                  | 0                  | -           | -           | -           | 1      | 0      |
| Totale PSV      | Totale PSV            | Totale PSV      | 20         | 4          |                 | 6               | 1               |                    | 2                  | 1                  |             | 1           | 0           | 29     | 6      |
| set. 2020-2021  | Atalanta              | A               | 15         | 2          | CI              | 1               | 0               | UCL                | 1                  | 0                  | -           | -           | -           | 17     | 2      |
| ago. 2021       | Atalanta              | A               | 2          | 0          | CI              | 0               | 0               | UCL                | 0                  | 0                  | -           | -           | -           | 2      | 0      |
| Totale Atalanta | Totale Atalanta       | Totale Atalanta | 17         | 2          |                 | 1               | 0               |                    | 1                  | 0                  |             | -           | -           | 19     | 2      |
| ago. 2021-2022  | Eintracht Francoforte | BL              | 15         | 1          | CG              | -               | -               | UEL                | 7                  | 1                  | -           | -           | -           | 22     | 2      |
| 2022-gen. 2023  | Empoli                | A               | 14         | 1          | CI              | -               | -               | -                  | -                  | -                  | -           | -           | -           | 14     | 1      |
| gen.-giu. 2023  | Sampdoria             | A               | 19         | 1          | CI              | -               | -               | -                  | -                  | -                  | -           | -           | -           | 19     | 1      |
| 2023-gen. 2024  | Rangers               | SP              | 17         | 2          | SC+CdL          | 0+4             | 0               | UCL+UEL            | 4+6                | 0                  | -           | -           | -           | 31     | 2      |
| gen.-giu. 2024  | Utrecht               | ED              | 20         | 11         | CO              | -               | -               |                    | -                  | -                  |             | -           | -           | 20     | 11     |
| 2024-2025       | Twente                | ED              | 21         | 7          | CO              | 1               | 0               | UCL+UEL            | 2+7                | 0+2                | -           | -           | -           | 31     | 9      |
| Totale carriera | Totale carriera       | Totale carriera | 238        | 75         |                 | 16              | 4               |                    | 29                 | 4                  |             | 1           | 0           | 284    | 83     |

## Palmarès

### Club

#### Competizioni nazionali
- Campionato olandese: 1

PSV: 2017-2018
- Coppa di Lega scozzese: 1

Rangers: 2023-2024

#### Competizioni internazionali
- UEFA Europa League: 1

Eintracht Francoforte: 2021-2022